# اوزونیکی
اوزونیکی (به لاتین: Ozolnieki) یک روستا در لتونی است که در شهرداری اوزونیکی واقع شده‌است. اوزونیکی ۳٬۳۱۴ نفر جمعیت دارد و ۳ متر بالاتر از سطح دریا واقع شده‌است.